# Amsterdam Chess Tournament
Het Amsterdam Chess Tournament was een internationaal schaaktoernooi in Amsterdam dat tussen 2004 en 2006 drie maal gehouden is. Locatie was steeds het Studenten Sportcentrum USC aan De Boelelaan in Buitenveldert.

## Algemeen
Het toernooi werd verspeeld over 9 partijen. De schakers werden opgedeeld in vier ratinggroepen. Voor deelname aan de eerste groep (A) diende een schaker een Elo-rating te hebben van minimaal 2200. Het deelnemersveld was daarmee bijzonder sterk. Veel nationale en internationale grootmeesters bezochten het toernooi.
In de groepen B t/m D speelden recreatieve schakers.
Na de laatste editie van 2006 werd het toernooi niet langer georganiseerd. Het Amsterdam Science Park-schaaktoernooi zou getypeerd kunnen worden als opvolger, omdat dat toernooi eveneens wordt gespeeld in het USC (zij het op een andere locatie) en doorgaans ook medio juli plaatsvindt.

## Titelnormen[1]
Erwin L’Ami behaalde op dit toernooi twee grootmeester-normen: In 2004 en 2005. Dankzij het behalen van deze normen werd hij de negentiende grootmeester van Nederland.
Ook andere schakers behaalde normen:
- Peter Doggers (IM Norm, 2004)[3]
- Lucien van Beek (IM Norm, 2004)
- Martijn Dambacher (IM Norm, 2005)
- Lorin D’Costa (IM Norm, 2005)
- Rob Schoorl (IM Norm, 2005)

## Lijst van winnaars
| Editie | Data           | Goud                                              | Zilver | Brons |
| 2004   | 17 t/m 25 juli | Friso Nijboer                                     | Loek van Wely, Jan Timman, Eric Lobron, Andrew Tregubov, Predrag Nikolić, Michał Krasenkow, Ivan Sokolov, Surya Shekhar Ganguly en Erwin l'Ami | Loek van Wely, Jan Timman, Eric Lobron, Andrew Tregubov, Predrag Nikolić, Michał Krasenkow, Ivan Sokolov, Surya Shekhar Ganguly en Erwin l'Ami |
| 2005   | 16 t/m 24 juli | Pavel Eljanov                                     | Ian Rogers, Vladimir Akopian, Artjom Timofejev, Ivan Tsjeparinov, Daniël Stellwagen, Igor Khenkin en Erwin l'Ami                               | Ian Rogers, Vladimir Akopian, Artjom Timofejev, Ivan Tsjeparinov, Daniël Stellwagen, Igor Khenkin en Erwin l'Ami                               |
| 2006   | 15 t/m 23 juli | Sergej Tiviakov, Sergej Erenburg en Friso Nijboer | Sergej Tiviakov, Sergej Erenburg en Friso Nijboer                                                                                              | Sergej Tiviakov, Sergej Erenburg en Friso Nijboer                                                                                              |